# Законодавчий палац
Законодавчий палац (ісп. Palacio Legislativo) — громадська будівля адміністративного призначення на вулиці Лібертадор в Монтевідео, де відбуваються засідання Генеральної асамблеї Уругваю. Споруджений впродовж 1908 — 1925 років  в неокласичному стилі за проєктом італійського арх. Вітторіо Меано (допрацьований Ґаетано Моретті) палац був урочисто відкритий 25 серпня 1925 року. 1975 року споруда оголошена національною пам’яткою.  